# Wawrzyniec Rast
Wawrzyniec Rast także jako (łac.) Laurentius Rast (ur. 25 listopada 1613 w Pasymiu, zm. 6 kwietnia 1676 w Królewcu) – polski duchowny luterański i pedagog.

## Życiorys
Pracował jako rektor (nauczyciel) w Ządzborku (Mrągowie), następnie w Morągu i Bartoszycach. Od 20 grudnia 1659 pozostawał pastorem polskiej parafii na Steindamm w Królewcu, gdzie jeszcze pod koniec XIX w. jego portret wisiał na płn. ścianie prezbiterium kościoła.